# Egon Hirt
Egon Hirt (* 16. August 1960 in Neustadt im Schwarzwald) ist ein ehemaliger deutscher Skirennläufer. Er zählte Anfang der 1980er Jahre zu den besten Technikern der deutschen Skinationalmannschaft. Zwischen 1981 und 1984 wurde er dreifacher Deutscher Meister im Riesenslalom.

## Biografie
Hirt wurde als Sohn eines Sportartikelhändlers geboren und wuchs im Schwarzwald auf. Sein erstes Rennen bestritt er im Alter von sechs Jahren für seinen Heimatverein SC Neustadt. Bereits als Jugendlicher zeichnete sich sein überdurchschnittliches Talent ab: 1972 wurde er Deutscher Alpiner Schülermeister, vier Jahre später Deutscher Jugendmeister im Slalom und Dritter der Junioreneuropameisterschaften in Gällivare.
Sein erster großer Erfolg im Herrenbereich gelang ihm 1981 mit dem Gewinn der Deutschen Meisterschaft im Riesenslalom und einem zweiten Platz im Slalom. Zwei weitere Meistertitel im Riesenslalom folgten 1982 und 1984. Obwohl er national zu den besten Technikern gehörte, blieben seine Leistungen im Weltcup wenig konstant. Nur drei Mal fuhr er unter die besten Zehn. Beste Platzierung war ein neunter Rang im Riesenslalom im heimischen Todtnau im Februar 1983. Auch bei Weltmeisterschaften und Olympischen Spielen landete Hirt anfänglich nur hinter der Spitzengruppe. 1982 bei den Weltmeisterschaften in Schladming wurde er 15. im Slalom, bei den Olympischen Winterspielen 1984 in Sarajevo 13. im Riesenslalom.
1985 gelang ihm dann bei den Weltmeisterschaften im italienischen Bormio eines der besten Resultate eines deutschen Skirennläufers seit den Weltmeisterschaften 1978 im eigenen Land. Im Riesenslalom fuhr er überraschend auf den vierten Platz. Trotz des größten Erfolges seiner aktiven Laufbahn blieb seine Leistung in der Öffentlichkeit wenig beachtet, da im gleichen Rennen sein Teamkollege Markus Wasmeier mit dem Weltmeistertitel – dem ersten für das deutsche Herrenteam seit 21 Jahren – den Grundstock für seine Erfolgskarriere legte.
Auf dem Höhepunkt seiner Karriere erklärte Hirt seinen Rücktritt aus der Nationalmannschaft und konzentrierte sich auf seine Ausbildung zum Skilehrer. Nach Ablegen der Staatlichen Skilehrerprüfung wurde er 1986 in das Lehrteam des Deutschen Skilehrerverbandes aufgenommen. Heute leitet er das von den Eltern übernommene Sporthaus und betrieb in Waldau und auf dem Feldberg im Schwarzwald Schneesportschulen.